# Acacia amentacea
Acacia amentacea, conocida popularmente como chaparro prieto, es un arbusto de la familia de las leguminosas.
Tiene un par de espinas en la base de la hoja, un par de pinas por hoja y una glándula circular en el pecíolo. Inflorescencia de 1 a 7 fascículos en espigas amarillo pálido. Forma parte del matorral tamaulipeco y submontano y otros matorrales y chaparrales y de la selva baja caduficolia. Desde los 500 a los 1900 m s. n. m. Habita desde Texas hasta el centro de México.
- Se sigue el criterio de Rico-Arce (2007) en el reconocimiento del binomio A. amentacea, anteriormente y por mucho tiempo Acacia rigidula.